# Conselho de Estado da República Popular da China
O Conselho de Estado é o órgão administrativo supremo e órgão executivo do órgão máximo de soberania da República Popular da China. Fundado em 1954 e constitucionalmente sinônimo de Governo Popular Central. É presidido pelo primeiro-ministro e onde se inclui as comissões de Estado, os ministérios e demais organismos equiparados ao ministério.

## Organização
Atualmente, o conselho é constituído por: um primeiro-ministro, um vice-primeiro-ministro executivo, três outros vice-primeiros-ministros, cinco conselheiros do estado (sendo alguns deles poderão acumular outros cargos ministeriais e normalmente um deles acumula o cargo de Secretário-Geral do Conselho de Estado), 26 departamentos ministeriais (ministérios, comissões, um Banco Central e uma Auditoria-Geral) e outros organismos equiparados ao ministério.
O primeiro-ministro é indicado pelo Presidente, com a aprovação do Congresso Nacional do Povo (CNP). Os vice-primeiros-ministros e os conselheiros do estado são escolhidos pelo primeiro-ministro, com aprovação do CNP e nomeados pelo presidente. Os titulares podem servir dois mandatos sucessivos de cinco anos.
A criação, dissolução ou fusão de ministérios e comissões do Conselho de Estado é proposta pelo Primeiro-Ministro e decidida pelo CNP ou, quando o Congresso não estiver em sessão, pelo Comité Permanente do CNP.
O Conselho de Estado e o Partido Comunista da China estão fortemente interligados. Por norma, o primeiro-ministro e o vice-primeiro-ministro executivo são membros do Comité Permanente do Politburo, o órgão de liderança mais elevado do país e o cume do poder, composto atualmente por apenas sete pessoas, enquanto os outros vice-primeiros-ministros, por norma, são membros do Politburo. Os conselheiros do estado, os ministros e outros responsáveis ministeriais são geralmente membros efetivos ou suplentes do Comité Central do Partido.

## Funcionamento
O primeiro-ministro é o líder do Conselho de Estado e atua como chefe do governo.
Os vice-primeiros-ministros e os conselheiros de estado coadjuvam o primeiro-ministro nas suas funções, assumindo a responsabilidade de um ou mais setores, promovendo a coordenação interministerial dos diversos departamentos governamentais ou exercem funções conforme designado pelo primeiro-ministro.
O Secretário-Geral é o responsável pela Secretaria-Geral que assegura o trabalho diário e funcionamento do Conselho de Estado.
As reuniões do Conselho de Estado dividem-se em dois tipos:
- A reunião plenária realiza-se a cada seis meses, onde se integram todos os membros do Conselho do Estado;
- A reunião executiva realiza-se semanalmente, participando nela apenas o primeiro-ministro, os vice-primeiros-ministros e os conselheiros do estado.

## Poderes[9]
- Emitir diferentes tipos de regulamentos administrativos, decisões, e ordens que não contrariem a Constituição;
- Guia e supervisiona os ministérios e comissões que lhe são subordinados;
- Aprova a divisão geográfica das províncias, regiões autônomas e especiais; prefeituras e cidades;
- Conduz as relações exteriores e conclui os tratados e acordos internacionais;
- Fórmula as tarefas e responsabilidades dos ministérios;
- Exerce a liderança unificada sobre o trabalho dos órgãos locais da Administração em todos os níveis, e formula a divisão de poderes entre o Governo Central, as províncias, as regiões autônomas e as municipalidades;
- Altera ou anula ordens, decisões e diretrizes dos ministérios e comissões;
- Planeia e implementa planos para o desenvolvimento nacional e o orçamento;
- Exerce todas as demais funções que lhe forem atribuídas pelo Congresso Nacional do Povo (CNP) e seu Comité Permanente.